# Jessica Athayde
Jéssica Alexis Elizabeth Ross de Athayde(Lisboa, 21 de dezembro de 1985), mais conhecida por Jessica Athayde, é uma atriz luso-britânica.

## Biografia e carreira
Jessica Athayde, nasceu no dia 21 de dezembro de 1985, em Lisboa. 
Começou a sua carreira na telenovela juvenil de grande sucesso Morangos Com Açúcar e posteriormente passou para as telenovelas não-juvenis da TVI, estação televisiva com a qual manteve um contrato de exclusividade até 2020 e onde trabalhou mais de 10 anos.
No seu currículo, contam-se trabalhos  como Ilha dos Amores, Flor do Mar, A Outra, Doce Tentação, Destinos Cruzados, Mulheres, Santa Bárbara e A Herdeira, tendo parte destes sido líderes de audiência.
Em março de 2015, publicou um livro Não Queiras Ser Perfeita - Mas Faz o Melhor Por Ti, sobre a sua experiência com a alimentação e imagem corporal e em 2016 o livro O Meu Oriente, sobre as suas viagens ao Oriente.
No seu blogue, intitulado Jessy James, Jessica Athayde partilha aquilo que a faz feliz: as suas viagens, as suas receitas e o seu dia-a-dia.
É uma das figuras públicas portuguesas com mais seguidores na rede social Instagram, contando já com mais de um milhão de seguidores.
Em 2021, a atriz foi contratada pela SIC para reforçar a ficção do canal. A estreia de Jessica na estação foi na série Princípio, Meio e Fim. No mesmo ano, para o mesmo canal, integrou o elenco da série O Clube, na plataforma de streaming da SIC, OPTO. No ano seguinte, protagonizou a novela Lua de Mel.
Estreou-se na apresentação em 2021, ao ser convidada por Daniel Oliveira para apresentar uma das emissões do programa semanal Estamos em Casa, na SIC.
Em 2024, foi uma das juradas do programa SuperEstrelas da RTP1.

## Filmografia

### Televisão
| Ano         | Projeto                            | Papel                         | Nota(s)                 | Canal |
| ----------- | ---------------------------------- | ----------------------------- | ----------------------- | ----- |
| 2005 - 2006 | Morangos com Açúcar (3.ª série)    | Maria Micaela Silva «Mimi»    | Co-Antagonista          | TVI   |
| 2007        | Ilha dos Amores                    | Carlota Machado da Câmara     | Elenco Principal        | TVI   |
| 2008        | A Outra                            | Ana Rocha Carvalho            | Elenco Principal        | TVI   |
| 2008 - 2009 | Flor do Mar                        | Laura Neto                    | Elenco Principal        | TVI   |
| 2010 - 2011 | Mar de Paixão                      | Rosa Ribeiro                  | Elenco Principal        | TVI   |
| 2012 - 2013 | Doce Tentação                      | Diana Telles de Britto        | Coadjuvante             | TVI   |
| 2012        | Morangos com Açúcar - O Filme      | Maria Micaela Silva «Mimi»    | Elenco Principal        | TVI   |
| 2012        | Síndroma de Estocolmo              | Bárbara                       | Telefilme               | TVI   |
| 2013 - 2014 | Destinos Cruzados                  | Sónia Candeias Moreira        | Coadjuvante             | TVI   |
| 2014        | Giras & Falidas                    | Diana Telles de Britto        | Protagonista            | TVI   |
| 2014 - 2015 | Mulheres                           | Bárbara Rodrigues             | Protagonista            | TVI   |
| 2015 - 2016 | Santa Bárbara                      | Ana da Luz Vasques            | Elenco Principal        | TVI   |
| 2017 - 2018 | A Herdeira                         | Alexa Torres                  | Co-Protagonista         | TVI   |
| 2017 - 2018 | A Herdeira                         | Maria Luísa Alvarenga         | Antagonista             | TVI   |
| 2018 - 2019 | Dança com as Estrelas (4.ª edição) | Ela Própria                   | Concorrente             | TVI   |
| 2018        | Onde Está Elisa?                   | Alexandra Correia             | Elenco Principal        | TVI   |
| 2020        | Dança com as Estrelas (5.ª edição) | Ela Própria                   | Jurada                  | TVI   |
| 2021        | Princípio, Meio e Fim              | Francisca «Xica»              | Elenco Principal        | SIC   |
| 2021        | Estamos em Casa                    | Ela Própria                   | Apresentadora           | SIC   |
| 2021        | O Clube (3.ª temporada)            | Teresa Matias                 | Protagonista (OPTO)     | SIC   |
| 2021        | Cá Por Casa                        | Miss Turnip's English Lessons | Convidada Especial      | RTP1  |
| 2021 - 2023 | Taskmaster                         | Ela Própria                   | Elenco Principal        | RTP1  |
| 2022        | Lua de Mel                         | Liliana Maia                  | Protagonista            | SIC   |
| 2022        | Festival da Comida Continente      | Ela Própria                   | Apresentadora           | SIC   |
| 2022        | O Pai Tirano                       | Tatão                         | Elenco Principal (OPTO) | SIC   |
| 2023        | Vale Tudo (4.ª temporada)          | Ela Própria                   | Elenco Fixo             | SIC   |
| 2023        | Vale Tudo (4.ª temporada)          | Ela Própria                   | Capitã de Equipa        | SIC   |
| 2023        | O Clube (4.ª temporada)            | Teresa Matias                 | Elenco Principal (OPTO) | SIC   |
| 2024        | O Clube (5.ª temporada)            | Teresa Matias                 | Elenco Principal (OPTO) | SIC   |
| 2024        | SuperEstrelas                      | Ela Própria                   | Jurada                  | RTP1  |
| 2025        | Bairro do Humor                    | Joyce Medeiros                | Protagonista            | RTP1  |

### Cinema
| Ano  | Filme                         | Personagem                 |
| ---- | ----------------------------- | -------------------------- |
| 2012 | Morangos com Açúcar – O Filme | Maria Micaela Silva (Mimi) |
| 2025 | Hotel Amor                    | Catarina                   |

## Teatro
| Ano         | Espetáculo                                | Notas                      |
| ----------- | ----------------------------------------- | -------------------------- |
| 2006        | Morangos Com Açúcar - É Muita Fruta       | Maria Micaela Silva (Mimi) |
| 2006        | Morangos Com Açúcar - Ao Ritmo da Amizade | Maria Micaela Silva (Mimi) |
| 2022 - 2023 | Dois Mais Dois                            | Teatro Villaret            |

## Publicidade
- 2016 - Corpos Danone
- 2013 - Garnier

## Vida pessoal
Fruto de uma relação extraconjugal do pai, nunca foi aceite pela família do progenitor. Apesar de manterem uma relação próxima, nunca foi a casa do pai, por causa da companheira deste.
Namorou vários anos com o apresentador da SIC João Manzarra.
Em março de 2017, Jessica casou-se em Bali com o fotógrafo Gonçalo Claro, do qual se separou 8 meses depois.
Em 2018, iniciou uma relação com Diogo Amaral. A 8 de junho de 2019 em Lisboa, Parque das Nações, foi mãe de um rapaz, ao qual deu o nome de Oliver Ross de Athayde do Amaral. Jessica documentou toda a fase de gravidez e o parto de Oliver num documentário produzido pela revista Vogue Portugal, dividido em 8 partes, e intitulado "Waiting for Oliver". O casal anunciou a separação em setembro de 2019, mas em 2021 reconciliaram-se. 